# Giulianova
Giulianova é uma comuna italiana da região dos Abruzos, província de Teramo, com cerca de 21.370 habitantes. Estende-se por uma área de 27 km², tendo uma densidade populacional de 791 hab/km². Faz fronteira com Mosciano Sant'Angelo, Roseto degli Abruzzi, Tortoreto.
Cidade histórica, tem uma forte vocação comercial e turística, e é uma das mais populares estâncias balneares do meio Adriático. É o décimo segundo município da região pela população e terceiro (segundo como cidade) da província de pertença.

## Nascidos em Giulianova
- 1962: Gabriele Tarquini, piloto

## Monumentos e lugares de interesse
- Catedral de São Flaviano
- Santuário de Nossa Senhora do Esplendor
- Palácio Ducal

## Demografia
| Variação demográfica do município entre 1861 e 2011                               |
|                                                                                   |
| Fonte: Istituto Nazionale di Statistica (ISTAT) - Elaboração gráfica da Wikipedia |